# Польсько-таджицькі відносини
Польсько-таджицькі відносини (пол. stosunki polsko-tadżyckie, тадж. munosiʙathoi Toçikistonu Lahiston) — історичні та поточні двосторонні відносини між Польщею та Таджикистаном. Обидві держави — повноправні члени ОБСЄ, Світової організації торгівлі та ООН.
Польщу представляє в Таджикистані її посольство в Ташкенті, а Таджикистан представлений у Польщі через його посольство в Берліні.

## Історія
Після спільного німецько-радянського вторгнення у Польщу, яким у 1939 році почалася Друга світова війна, Таджицька Радянська Соціалістична Республіка стала одним із місць депортації поляків з окупованих Радянським Союзом східних земель тодішньої Польщі. Станом на 1943 рік у Таджикистані, за радянськими даними, перебував 2121 польський громадянин. Після війни понад 4500 поляків у 1946—1948 роках було репатрійовано з Таджицької РСР у Польщу.
Невдовзі після проголошення незалежності Таджикистану Польща визнала Таджикистан, установивши в 1992 році двосторонні відносини. Відтоді було підписано кілька двосторонніх угод, у тому числі угоду про уникнення подвійного оподаткування, а також у Варшаві у 2003 році — угоду про культурну і наукову співпрацю та в Душанбе у 2009 році — угоду про економічну співпрацю.